# Teng C’-chuej
Teng C’-chuej (čínsky pchin-jinem Dèng Zǐhuī, znaky tradiční 鄧子恢; 17. srpna 1896 — 10. prosince 1972) byl čínský komunistický revolucionář a politik, podílel se na organizaci revolučního hnutí a ve 30. letech na vedení čínské sovětské republiky, ve 40. letech působil v komunistické Nové 4. armádě. Po založení Čínské lidové republiky pracoval ve středojižním byru ÚV KS Číny a středojižním vojensko-administrativním výboru, od roku 1952 z pozice vedoucího oddělení ÚV KS Číny pro práci na venkově a místopředsedy vlády (1954–1965) řídil zemědělskou politiku strany a vlády. Začátkem 60. let se dostal do konfliktu s Mao Ce-tungem ohledně směřování zemědělské politiky, když zastával umírněné postoje a koncem roku 1962 ztratil politický vliv, oddělení pro práci na venkově ÚV bylo zrušeno a on sám začátkem roku 1965 přešel na místo místopředsedy celostátního výboru Čínského lidového politického poradního shromáždění. S nástupem kulturní revoluce roku 1966 byl nucen o opuštění politických funkcí a pronásledován. S nástupem reformního vedení KS Číny koncem 70. let byl oficiálně rehabilitován s tím, že jím prosazované politiky předjímaly reformy zavedené v 80. letech.

## Život

### Mládí
Teng C’-chuej se narodil 17. srpna 1896 v kraji Lung-jen na západě provincie Fu-ťien v rodině chudého venkovského vzdělance. Po absolvování střední školy v Číně odešel na studia do Japonska, po roce však byl nucen studium přerušit kvůli plicnímu onemocnění a vrátit se do Číny. V září 1923 založil noviny, které měly za cíl šířit marxistické myšlenky. v letech 1917–1928 krátce pracoval jako učitel, ale pak vesměs působil v rodinném podniku. Díky této zkušenosti se seznámil s tržními mechanismy a organickými vazbami mezi městskou a venkovskou ekonomikou.

### Komunistický revolucionář
Revoluční vzestup ve 20. letech 20. století ho přivedl k politické činnosti. Nejprve se připojil ke Kuomintangu a poté v prosinci 1926 vstoupil do Komunistické strany Číny. Od roku 1928 společně s Čang Ting-čchengem vedl v rodném Lung-jenu a okolí, tedy v regionu Min-si – západ (si) Fu-ťienu (historickým názvem Min) – komunistické povstání, organizoval vojenské oddíly komunistů, zahájil pokusy o pozemkovou reformou. Přitom upravoval postupy reforem prostřednictvím konzultací s místními obyvateli a přijímáním jejich praktických návrhů, zatímco širší politické otázky a stanovení cílů politiky vyhradil komunistické straně. Právě Teng C’-chuej (a ne Mao Ce-tung) jako první experimentoval s pozemkovou reformou prostřednictvím zakládání „vzorových vesnic“ a šíření „vzorových zkušeností“. V letech 1928–1929 se Teng C’-chuej, Čang Ting-čcheng a další místní komunisté rozšířili svou revoluční oblast na šest okresů s 850 tisíci obyvatel, kde zorganizovali „sovětskou vládu Min-si/západního Fu-ťienu“, rozdělili půdu mezi rolníky a sestavili třítisícový sbor Rudé armády. Do roku 1930 byly experimenty s pozemkovou reformou v Min-si široce popularizovány v publikacích komunistické strany a staly se důležitým referenčním bodem pro pozemkovou politiku ťiangsiského sovětu v letech 1931–1934, čerpala z nich i zemědělská politika komunistického vedení jenanské pohraniční oblasti začátkem 40. let.
V letech 1931–1933 vedl resort financí ve vládě čínské sovětské republiky, v této době úzce spolupracoval s Mao Ce-tungem, předsedou vlády Čínské sovětské republiky. Roku 1933 byl z vlády odvolán v důsledku kampaně proti „oportunistické linii Luo Minga“, kampaně tehdejšího vedení strany (vesměs přišlého do ťiangsijského sovětu ze Šanghaje) namířené proti dosavadním místním vůdcům sovětu, vesměs spojeným s Mao Ce-tungem. Po vypuknutí druhé čínsko-japonské války v roce 1937 se stal jedním z vůdců komunistických vojsk na jih od Jang-c’-ťiang, Nové 4. armády, v níž vedl politické oddělení (do 1941), byl komisařem 4. divize a tajemníkem oblasti Chuaj-pej (od 1941) .

### V Čínské lidové republice
Od března 1949 vedl prozatímní lidovou vládu centrální nížiny (do února 1950), od února 1950 zastával funkci místopředsedy středojižního vojensko-administrativního výboru, po odjezdu nemocného předsedy výboru Lin Piaa na léčení do Pekingu převzal vedení výboru jako úřadující místopředseda. Řídil pak vojenskou i civilní správu ve středojižní Číně: provinciích Che-nan, Chu-pej, Chu-nan, Ťiang-si, Kuang-tung a Kuang-si a přímo podřízených městech Wu-chan a Kanton. Po reorganizaci výboru v středojižní administrativní výbor v lednu 1953 zůstal jeho místopředsedou (do listopadu 1954). Paralelně zastával funkci tajemníka středojižního byra ÚV KS Číny (od května 1949 do listopadu 1952) a byl členem ústřední lidové vlády Čínské lidové republiky (říjen 1949 – září 1954).
Koncem roku 1952 byl přeložen do Pekingu, kde od října připravoval reorganizaci způsobu řízení zemědělské politiky. Výsledkem reorganizace bylo v únoru 1953 zřízení oddělení ústředního výboru KS Číny pro práci na venkově, kterému stanul v čele. Paralelně byl v listopadu 1952 jmenován místopředsedou finančního a ekonomického výboru státní administrativní rady a po nahrazení státní administrativní rady státní radou (vládou) v září 1954 se stal místopředsedou státní rady. Tudíž jako vedoucí oddělení ÚV a místopředseda vlády řídil zemědělskou reformu v zemi po stranické i státní linii. Odpovídal za zemědělství, lesnictví, rybolov, vodní hospodaření, obchod a finance ve venkovském sektoru. V počátečních fázích kolektivizace zemědělství podporoval návrhy na přerozdělení půdy chudým rolníkům od bohatých rolníků a statkářů. V polovině 50. let se však vrátil ke své dřívější podpoře umírněné politiky. Stal se obhájcem vlastnických práv rolníků, začal vystupovat proti radikální politice nucené kolektivizace zemědělství, kterou prosazoval Mao. Podporu právní ochrany vlastnických práv rolníků opíral o rozsáhlé výzkumy venkovského hospodářství a odmítal nadměrné státní rekvizice obilí, státní monopol na tvorbu cen v zemědělství. Prosazoval „systém smluv s domácnostmi“ (包产到户, pao-čchan tao-chu), pomocí něhož se snažil vyřešit potravinovou krizi v zemi. V tomto systému našel účinný prostředek k řešení opakujících se potíží, s nimiž se potýkalo řízení kolektivní práce. Tento systém měl podporu mezi členy politbyra (Čchen Jün, Teng Siao-pching), i od Tchien Ťia-jinga (Maova sekretáře, pověřeného šetřením poměrů na venkově provincie Chu-nan). Mao Ce-tung však systém zhodnotil jako návrat ke kapitalismu a proto odmítl.
Na spory o směr zemědělské politiky Mao reagoval omezováním Teng C’-chuejova vlivu. Roku 1956 Tengovu pozici oslabila reorganizace vedení strany po VIII. sjezdu, když se stal jediným místopředsedou vlády nezvoleným do politbyra, navíc v nově zřízeném sekretariátu ÚV za resort zemědělství odpovídal Tchan Čen-lin, roku 1958 přijatý do politbyra, který tak měl ve stranické hierarchii vyšší postavení než Teng C’-chuej, pouze člen ÚV.
Rozpory mezi Teng C’-chuejem a Mao Ce-tungem vyvrcholily na pracovní konferenci ústředního výboru v Pej-taj-che v srpnu 1962, kde bylo zemědělství řešeno v první řadě. Po Mao Ce-tungově projevu na počátku konference dominovala diskusím na schůzích regionálních skupin témata třídního boje, kritika „větrů individuálního zemědělství“ (单干风, tan-kan-feng) a „větrů temnoty“ (黑暗风, chej-an-fang). Teng se cítil být terčem kritiky a snažil se bránit útokům Li Ťing-čchüana, Čchen Po-ty a  Kche Čching-š’a. Připomněl, že „systém odpovědnosti za zadávání prací a výstupů“ (包产责任制, pao-čchan ce-žen-č’) byl stranou odsouhlasen již v roce 1957. Tato politika byla po roce 1958 opuštěna, ale její obnovení by zlepšilo kolektivní hospodářství. Prohlásil, že „systém odpovědnosti za hospodaření“ (责任田, ce-žen-tchien) nelze považovat za formu individuálního hospodaření. V následujících dnech však Mao na Tenga ostře útočil.  Výsledkem jednání bylo prakticky odsunutí Teng C’-chueje z vysoké politiky – v říjnu přišel o vedení oddělení pro práci na venkově, když bylo oddělení rozpuštěno.
Místopředsedou vlády Teng C’-chuej zůstal do konce jejího funkčního období (v lednu 1965), v nově zvolených orgánech však zaujímal již jen méně významnou pozici místopředsedy celostátního výboru Čínského lidového politického poradního shromáždění. Během kulturní revoluce (od 1966) byl pronásledován a zbaven všech funkcí. Těžce nemocný a zbavený oficiální ochrany zemřel 10. prosince 1972 v Pekingu.
V druhé polovině 70. let byl rehabilitován. Kvůli svému úsilí o odpor proti ukvapené kolektivizaci a průkopnickému prosazování systému odpovědnosti se od 80. let v oficiálním pojetí historie Čínské lidové republiky stal „hrdinou, který předběhl svou dobu“.
Teng C’-chuej byl třikrát ženatý, se svými manželkami měl deset dětí.